# Stefan Hild
Stefan Hild (Celle, 1 april 1978) is een Duits natuurkundige die gespecialiseerd is in de detectie van zwaartekrachtgolven. Als hoogleraar experimentele natuurkunde aan de Universiteit Maastricht en projectleider van de ETpathfinder is hij nauw betrokken bij de voorbereidingen voor de bouw van de Einsteintelescoop (ET).

## Opleiding en loopbaan
Stefan Hild studeerde vanaf 1998 natuurkunde aan de Leibniz-Universiteit Hannover, waar hij in 2003 afstudeerde magna cum laude (met groot lof). De titel van zijn doctoraalscriptie was: Thermally tunable Signal-Recycling for GEO600. Na een stagejaar aan het Max-Planck Institut für Quantenoptik in Garching bei München keerde hij terug naar Hannover, waar hij van 2003 tot 2007 onderzoek deed aan het Max-Planck-Institut für Gravitationsphysik. Tegelijkertijd werkte hij aan zijn promotieonderzoek over zwaartekrachtgolvendetectie. In 2007 verkreeg hij van de Leibniz-Universiteit de doctorstitel summa cum laude (met de hoogste lof). De titel van zijn dissertatie was: Beyond the first Generation: Extending the science range of the Gravitational Wave Detector GEO600.
Van 2007 tot 2009 was Hild verbonden aan de Universiteit van Birmingham en van 2009 tot 2019 aan de Universiteit van Glasgow. Aan laatstgenoemde universiteit werd hij in 2016 benoemd tot hoogleraar experimentele natuurkunde. Aan dezelfde universiteit deed hij onderzoek naar detectiemethoden voor het meten van zwaartekrachtgolven door middel van laserinterferometrie (very-long-baseline interferometry), zoals GEO600, Virgo en LIGO. In 2015 maakte hij deel uit van het internationale onderzoeksteam dat zwaartekrachtgolven afkomstig van twee botsende zwarte gaten ontdekte.
In 2019 maakte Hild de overstap naar de Universiteit Maastricht, een carrière-switch die naar eigen zeggen verband hield met Brexit. Drie van zijn Britse promovendi gingen met hem mee. In Maastricht werd hij aan de nog jonge Faculty of Science and Engineering benoemd tot hoogleraar Experimental Physics (leerstoel Gravitational Research), alsmede hoofd van het Department of Gravitational Waves and Fundamental Physics. Tevens werd hij aangesteld als projectleider van de ETpathfinder. Bij laatstgenoemd project, een prototype voor de derde-generatie zwaartekrachtgolvendetector Einsteintelescoop (ET), was Hild al in Glasgow betrokken. De ETpathfinder is in feite meer dan een proefopstelling voor de ET en zal ook na de oplevering van deze megadetector functioneel blijven. De nog te bouwen, ondergrondse Einsteintelescoop gaat circa 2 miljard euro kosten. De Euregio Maas-Rijn is een van de vestigingskandidaten. In verband met de betrokkenheid van het instituut voor subatomaire fysica Nikhef, is Hild tevens werkzaam bij de vestiging van dit instituut in Amsterdam. In 2021 ontving hij een beurs van 2 miljoen euro van de Europese onderzoeksraad (ERC) voor verder onderzoek naar zwaartekrachtgolvendetectoren.

## Privé
Stefan Hild is gehuwd en heeft twee kinderen. Het gezin woont even over de grens bij Maastricht.